# Rozhledna Růženka
Rozhledna Růženka stojí na Pastevním vrchu v obci Růžová v okrese Děčín v Ústeckém kraji. Vyhlídková věž neobvyklého tvaru byla slavnostně zpřístupněna veřejnosti 21. dubna 2018. Rozhledna Růženka získala titul Rozhledna roku 2018 v celostátní soutěži, každoročně vyhlašované vyhlašované Klubem přátel rozhleden.

## Historie Pastevního vrchu
Pastevní vrch (402 m n. m.), v minulosti zvaný Hutberg, se nachází při východním okraji obce Růžová, zhruba 2 km vzdušnou čarou od národní přírodní rezervace Růžovský vrch a od hranic Národního parku České Švýcarsko.
Původně na Pastevním vrchu stával větrný mlýn, který však vyhořel již v roce 1868. Na kopci s kruhovým výhledem bývala restaurace Hubertusbaude, jejíž základy jsou zde patrné dodnes. Restaurace s vyhlídkovou terasou zanikla po požáru 6. února 1932. Na vrcholu stál též dřevěný kříž. Místo něj zde v roce 1809 nechal Johann Christoph Schubert z Růžové (Rosendorfu) postavit kříž kamenný, k němuž se dvakrát ročně konala prosebná procesí. Tento kříž byl renovován v roce 2005.
Pastevní vrch v minulosti sloužil též jako vojenská pozorovatelna. Naposledy v letech 1945–1948 byla na něm umístěna vojenská strážní jednotka, vybavená radarem.

## Vyhlídková věž Růženka
V druhé dekádě 21. století prezentovala obec Růžová záměr vybudovat na Pastevním vrchu místo stávajícího dřevěného vyhlídkového posedu kamennou rozhlednu. Pro tento účel byl vybrán jeden z architektonických návrhů libereckého studia Mjölk.

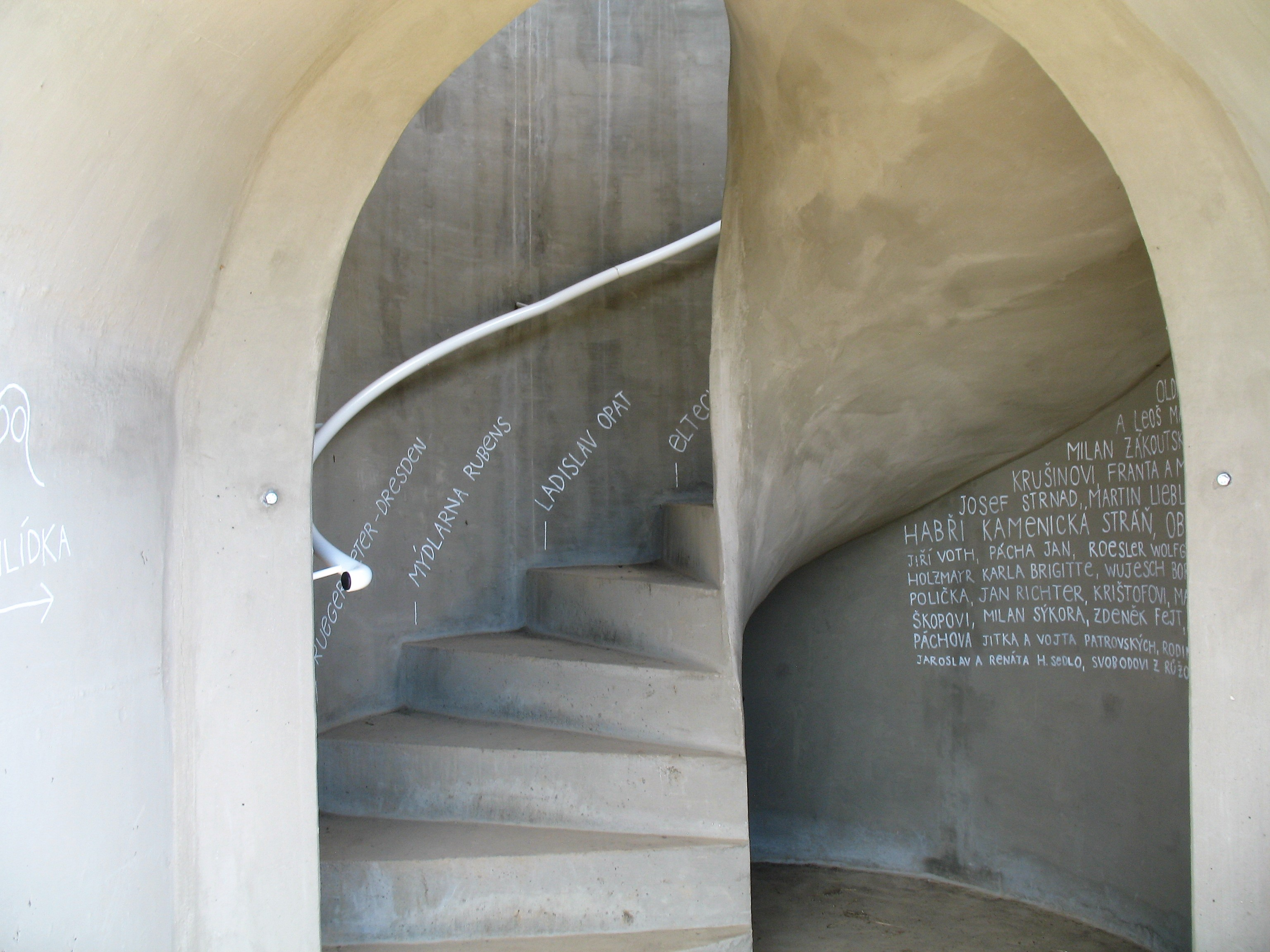
Jména přispěvatelů v interiéru rozhledny

Obec Růžová na podporu výstavby rozhledny vyhlásila veřejnou sbírku, na jejíž konto se sešla z příspěvků občanů, místních firem i některých okolních obcí částka zhruba 300 000 Kč. Stavba rozhledny byla zahájena v roce 2017, slavnostní otevření vyhlídkové věže se uskutečnilo 21. dubna 2018. Celkové náklady na výstavbu dosáhly částky 2,5 miliónu korun, na zdech v interiéru stavby byla zveřejněna jména všech, kteří přispěli na její realizaci.
Betonová rozhledna netypického vzhledu je sice jen 6 metrů vysoká, navzdory subtilním rozměrům je z ní však vynikající kruhový rozhled. Na severu je vidět celé panorama saských stolových hor, tyčících se nad údolím Labe (Velký a Malý Zschirnstein, Pfaffenstein, Lilienstein, Zirkelstein, Schrammsteine) a pískovcové skalní stěny v oblasti Pravčické brány. Dále ve směru hodinových ručiček pak můžeme pozorovat východněji položené partie Českého Švýcarska a Lužických hor s Jedlovou a Studencem, Růžovský vrch a část Ralské pahorkatiny a Českého středohoří s Vlhoštěm a Milešovkou. Toto kruhové panorama na jihozápadě uzavírá Děčínský Sněžník.

## Kruhový rozhled

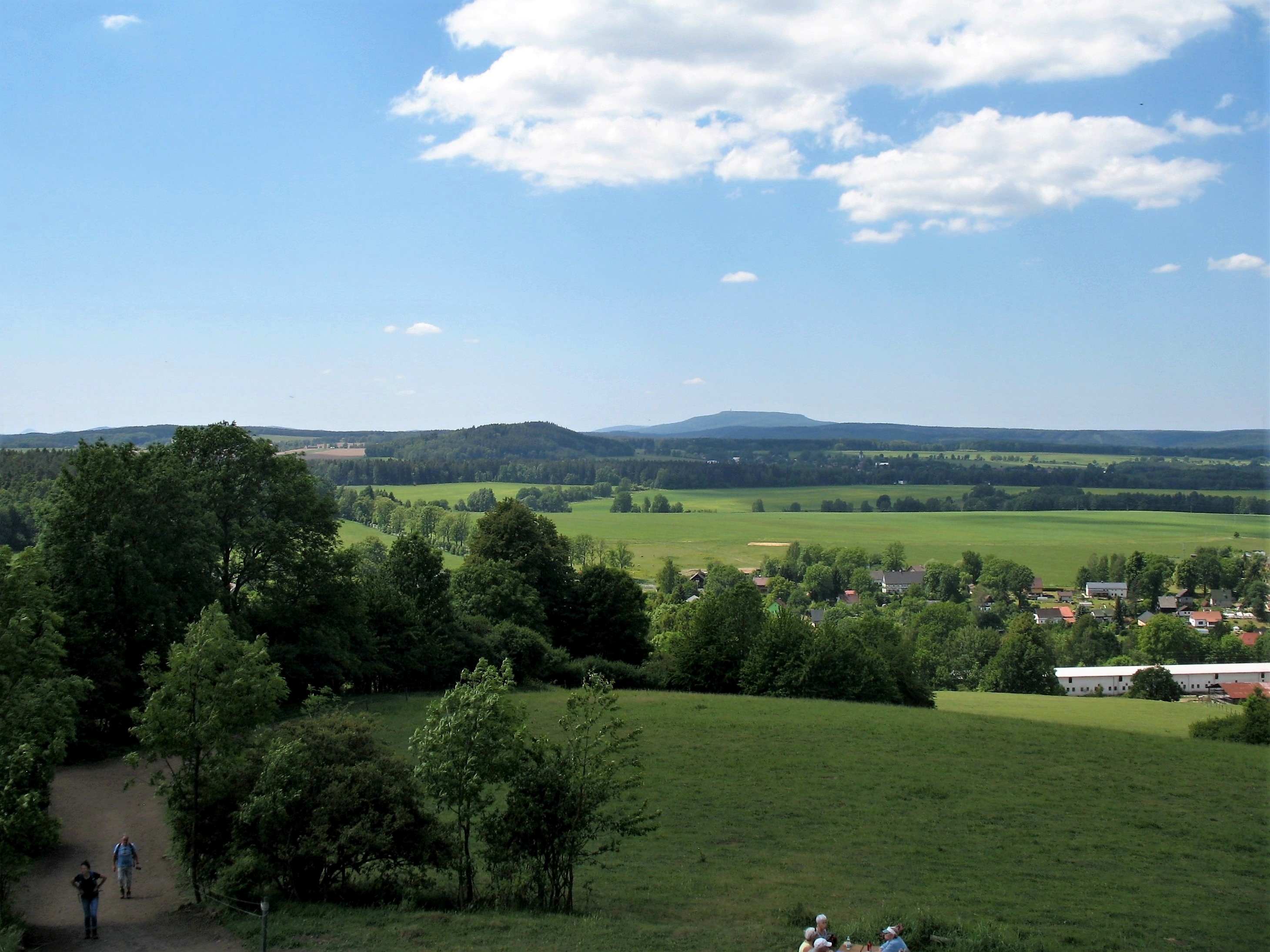
Děčínský Sněžník na jihozápadě
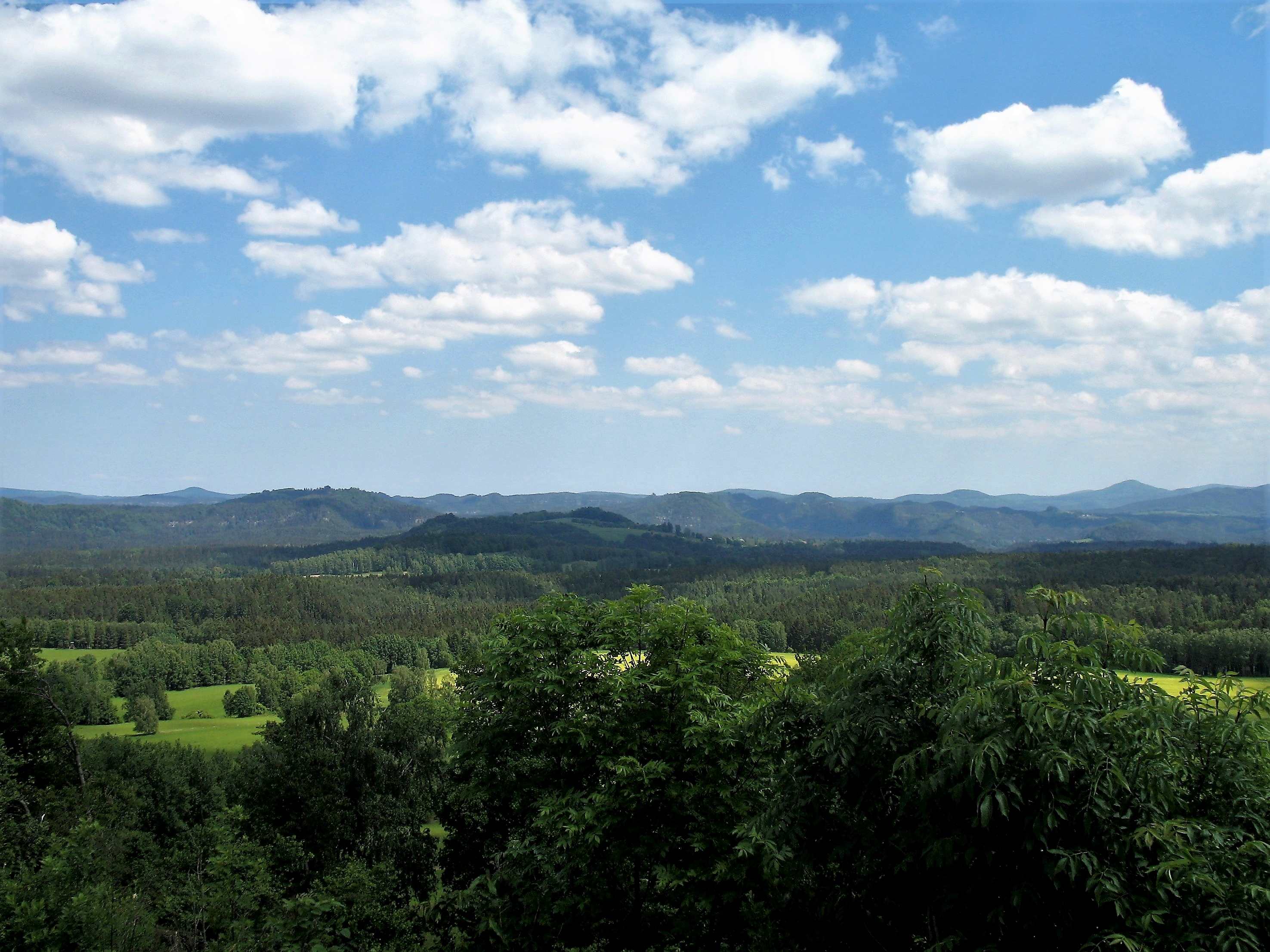
Kamenická Stráň, České Švýcarsko a Lužické hory
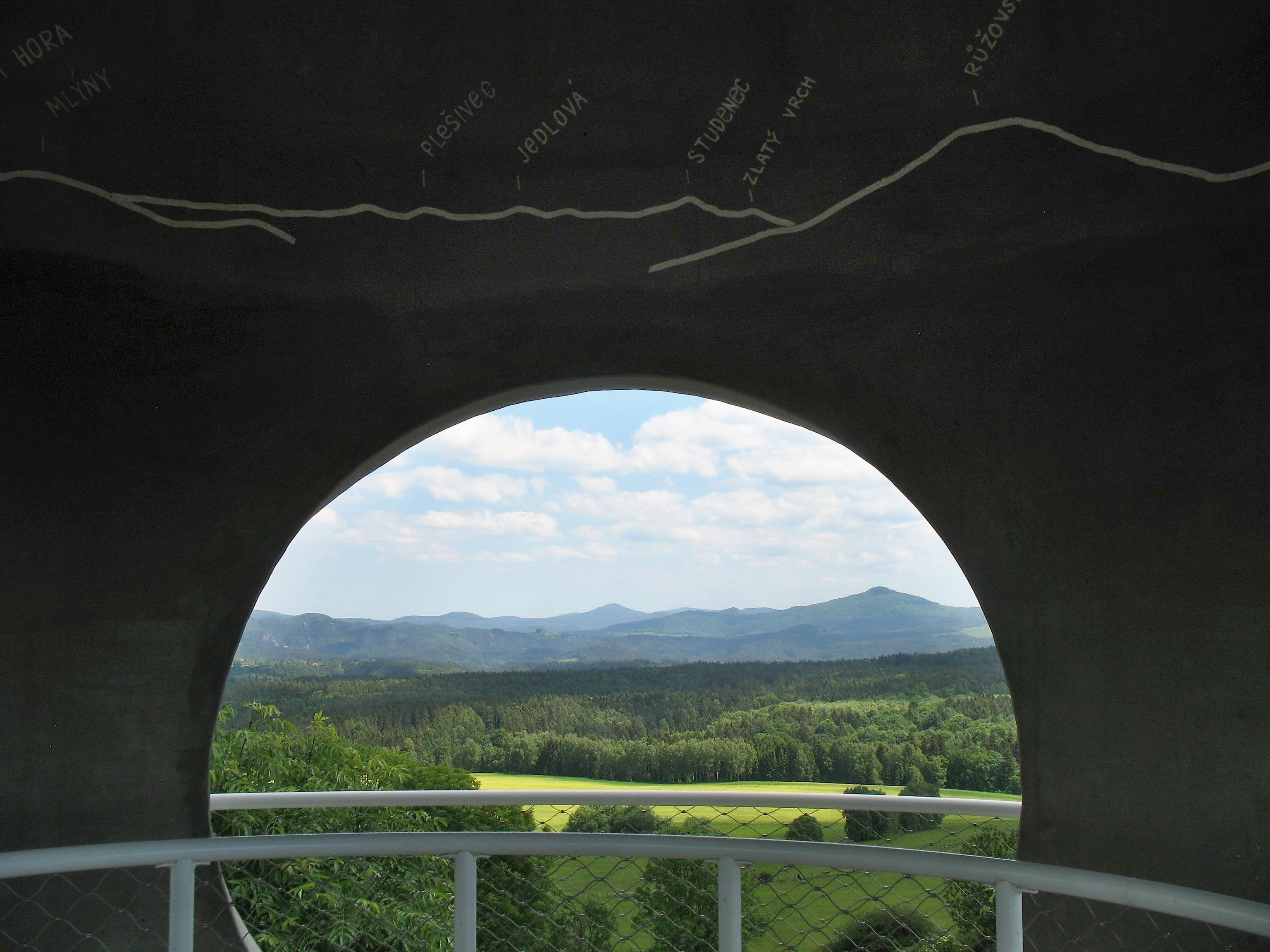
Jedlová a Studenec na východě
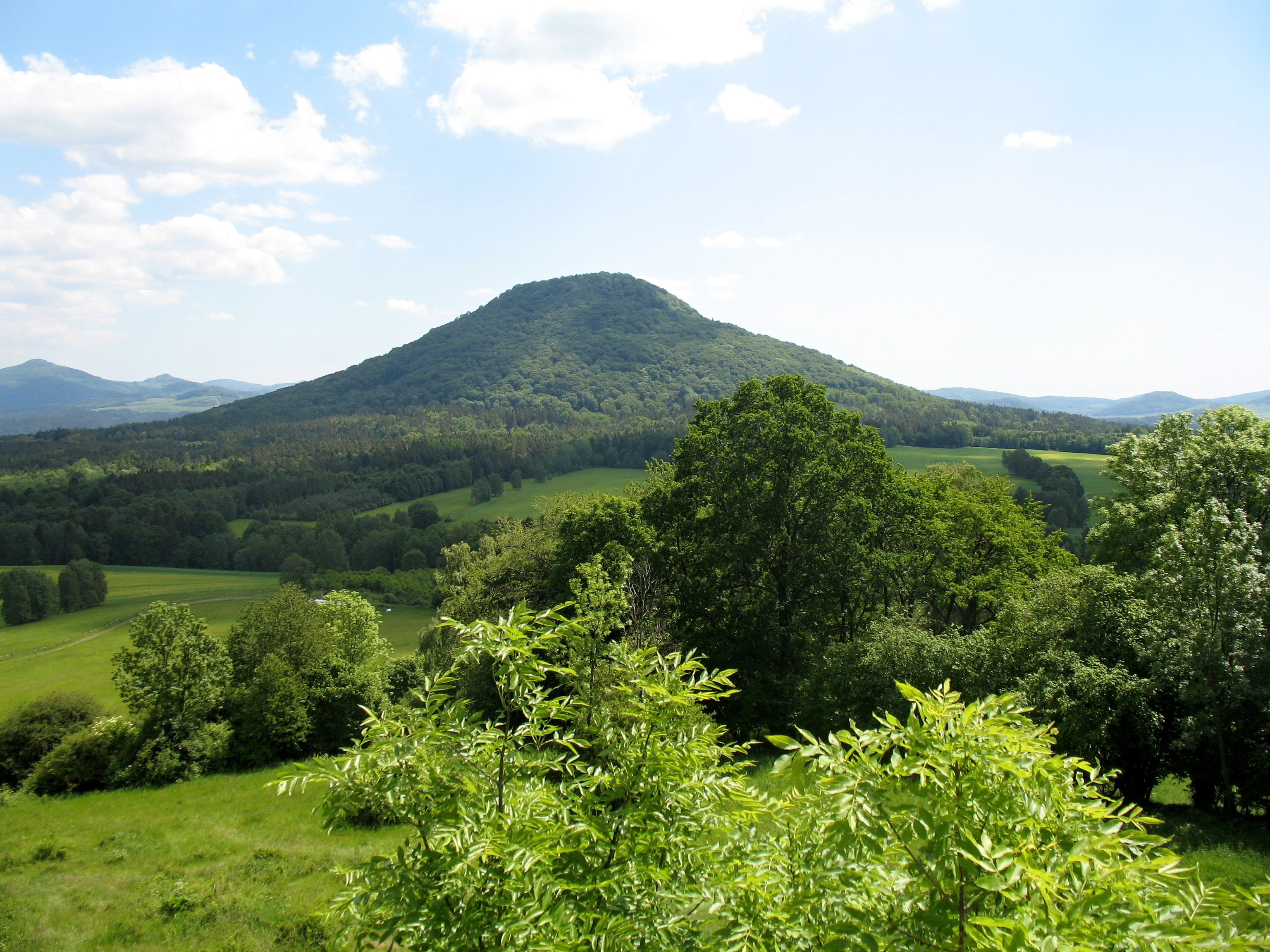
Národní přírodní rezervace Růžovský vrch
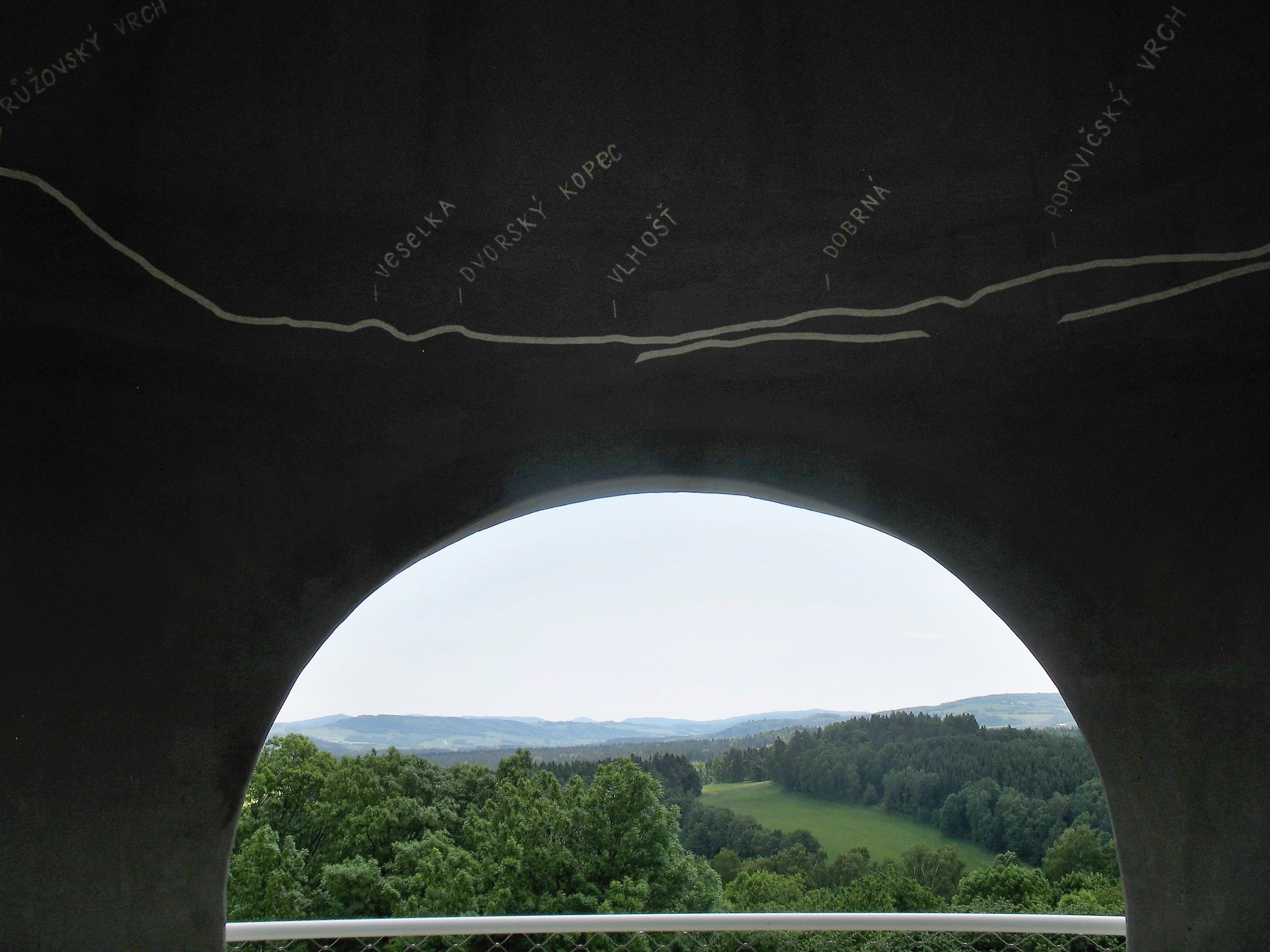
Vzdálený Vlhošť na jižním obzoru
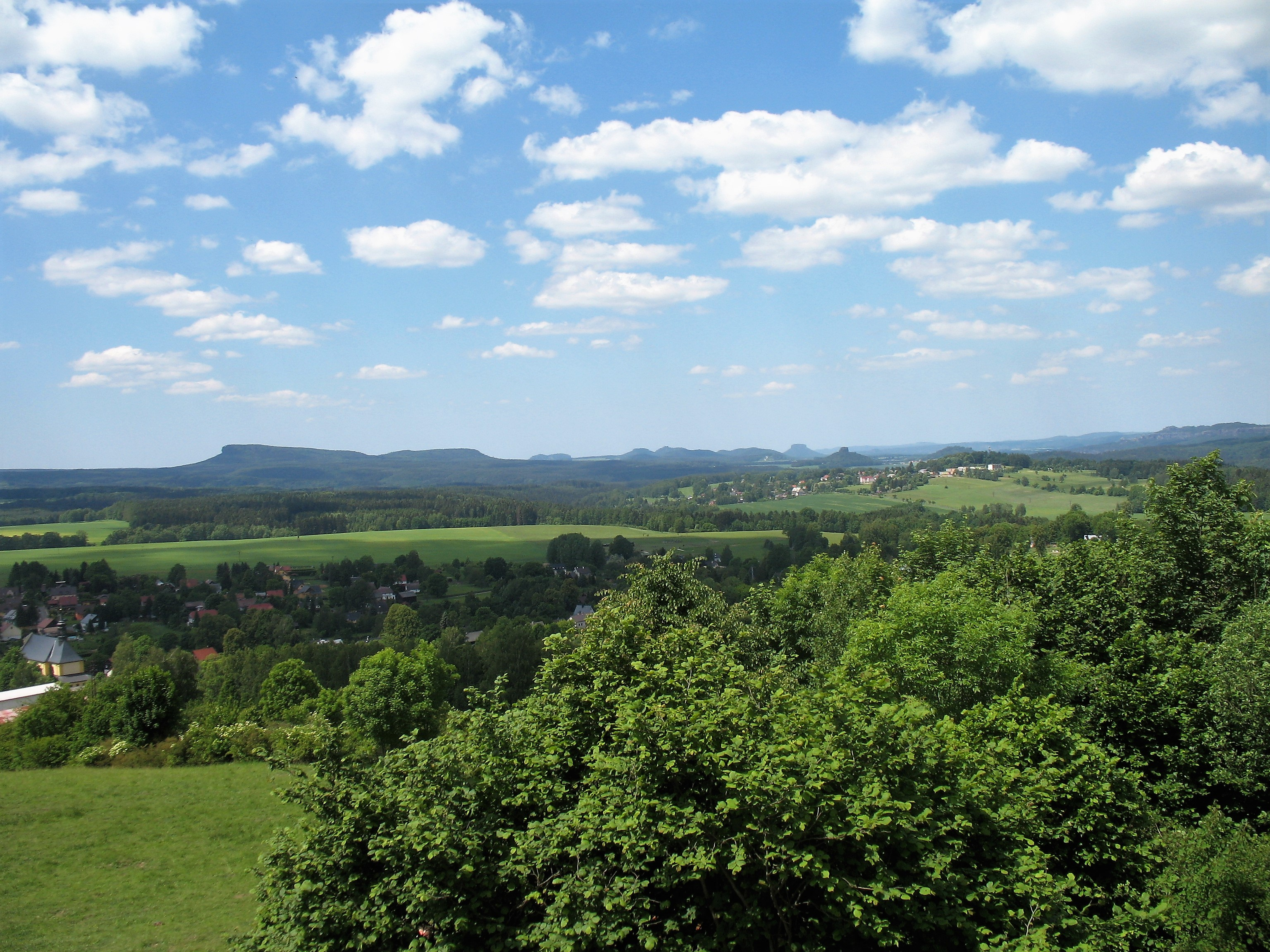
Saské stolové hory na severozápadě
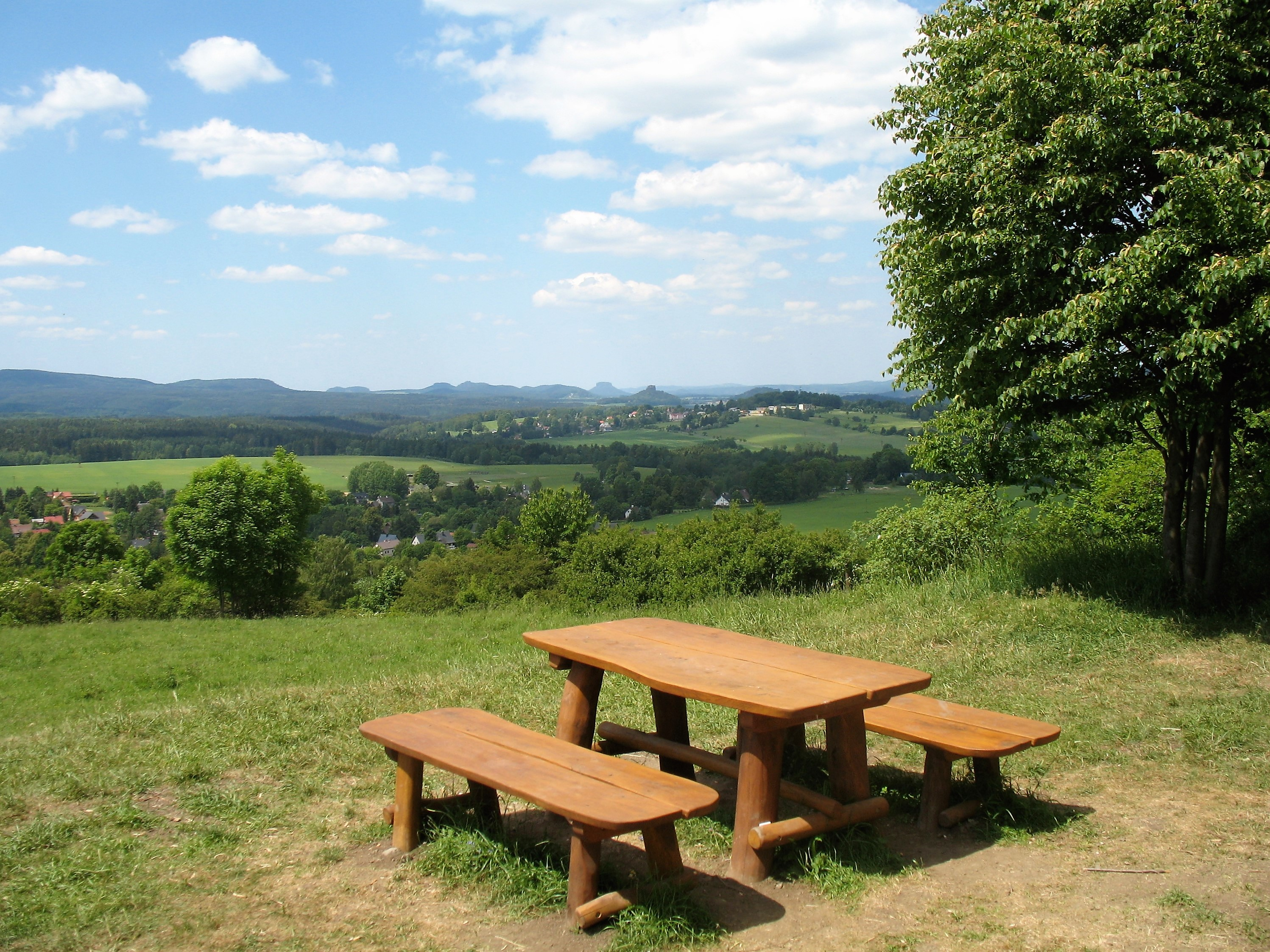
Pohled od rozhledny k severozápadu